# 小川村 (山口県)
小川村（おがわそん）は、山口県阿武郡にあった村。現在の萩市北東端の山間部にあたる。

## 地理
- 山岳：城山、金毘羅山、高森山、神宮山、入道岳
- 河川：田万川

## 歴史
- 1889年（明治22年）4月1日 - 町村制の施行により、上小川東分村・上小川西分村・中小川村・下小川村の区域をもって発足。
- 1955年（昭和30年）4月1日 - 江崎町と合併して田万川町が発足。同日小川村廃止。

## 地域
小川地区は、江戸時代初期の小川郷（慶長15年〈1610年〉検地帳）が、享保年間に上小川村と下小川村の2村となる（『防長地下上申』）。さらに、下小川村が、寛政年間、中小川村と下小川村に分かれた（『防長風土注進案』）。『防長風土注進案』では、「上小川村」は3288石余、「小川中・下両村」は3414石と記されている。現在、中小川と下小川は勝馬田八幡宮の氏子圏、上小川は武氏八幡宮の氏子圏に属する。

## 交通

### 道路
- 主要地方道
  - 山口県道14号益田阿武線
  - 山口県道17号津和野田万川線
- 一般県道
  - 山口県道306号弥富小川線
  - 山口県道337号田万川須佐線

### 鉄道
旧村内に鉄道は通っていない。鉄道を利用する場合の最寄り駅は、JR山陰本線江崎駅である。